# Glenn Spears

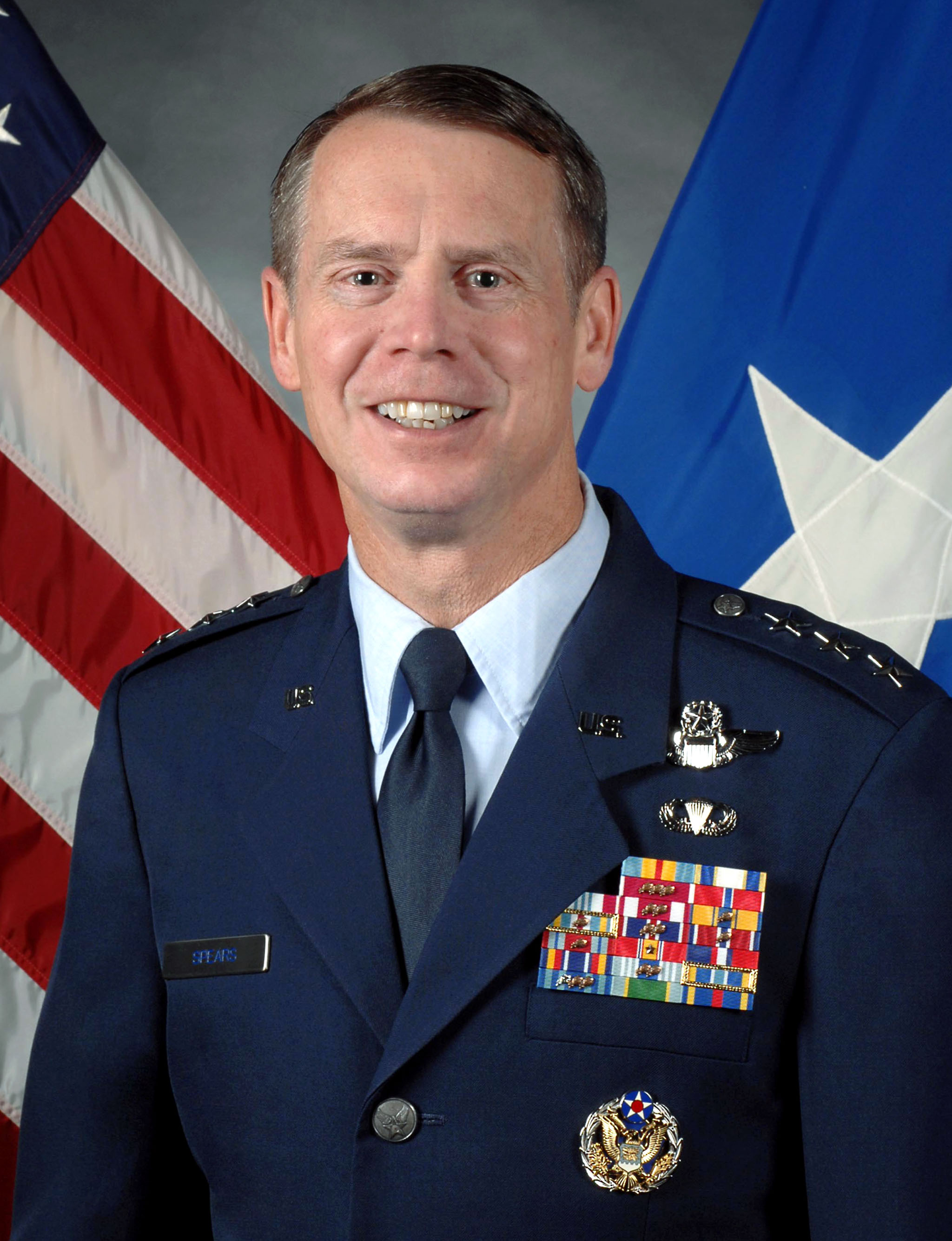
Glenn Spears (2019)

Glenn F. Spears (* um 1956) ist ein pensionierter Generalleutnant der United States Air Force. Er war unter anderem Kommandeur der 12. Luftflotte.
Im Jahr 1978 absolvierte er die United States Air Force Academy in Colorado Springs. Nach seiner Graduation wurde er als Leutnant in das Offizierskorps der Air Force aufgenommen. In der Folge durchlief er alle Offiziersgrade vom Leutnant bis zum Drei-Sterne-General.
Im Lauf seiner militärischen Karriere absolvierte er verschiedene Kurse und Schulungen. Dazu gehörten unter anderem eine Ausbildung zum Kampfpiloten und weitere Fortbildungskurse als Pilot neuer Flugzeugtypen; die Squadron Officer School auf der Maxwell Air Force Base in Alabama; das Air Command and Staff College über einen Fernkurs; das Naval War College in Newport, Rhode Island, sowie das Air War College und das Seminar XXI, Foreign Political and International Relations am Massachusetts Institute of Technology (MIT). Außerdem erhielt er einen akademischen Grad von der Syracuse University.
In seinen frühen Jahren als Offizier der Luftwaffe war er auf verschiedenen Stützpunkten in den Vereinigten Staaten stationiert. Dabei war er als Pilot, Flugausbilder oder Stabsoffizier bei unterschiedlichen Einheiten tätig. Dazwischen absolvierte er die erwähnten Schulungen. Als Stabsoffizier war er unter anderem im Hauptquartier der Air Force tätig. Auf der Barksdale Air Force Base in Louisiana erhielt er das Kommando über die 596. Bomberschwadron (596th Bomb Squadron). Gleichzeitig war er dort stellvertretender Kommandeur der 2nd Operations Group. Diese Aufgaben erfüllte er von April 1992 bis Juni 1993. Zwischen Juli 1994 und Juni 1996 war er Stabsoffizier im Hauptquartier von EUCOM in Stuttgart.
Im weiteren Verlauf wurde er zur Ellsworth Air Force Base in South Dakota versetzt, wo er zwischen August 1996 und Juli 1998 als Oberst die 28th Operations Group kommandierte. Daran schloss sich eine Versetzung nach England an. Auf der Basis der Royal Air Force Mildenhall hatte er zwischen August 1998 und April 2000 den Oberbefehl über das 100. Luftbetankungsgeschwader (100th Air Refueling Wing). Es unterstütze im Jahr 1999 die Luftoperationen im Rahmen der Operation Allied Force.
Danach gehörte Glenn Spears bis zum August 2001 zum Stab im Hauptquartier der Air Force an. Daran schloss sich eine Versetzung zur Andrews Air Force Base in Maryland an. Dort kommandierte er zwischen August 2001 und Juli 2003 das 89. Transportgeschwader (89th Airlift Wing). Sein nächster Auftrag führte ihn zur Hickham Air Force Base in Hawaii. Dort gehörte er zwischen August 2003 und Januar 2005 der Stabsabteilung für Planungen und Operationen der Pacific Air Forces an.
Anschließend kehrte er zum Stab des Hauptquartiers der Air Force in Washington, D.C. zurück. Dort war er bis zum Juni 2006 in einer Unterabteilung der Stabsabteilung für Personal tätig. Danach wurde er nach Florida in die Region um Miami versetzt. Zwischen Juni 2006 und Juni 2009 war er stellvertretender Kommandeur des United States Southern Commands. Im August 2009 übernahm er auf der Davis-Monthan Air Force Base in Arizona als Nachfolger von Norman Seip das Kommando über die 12. Luftflotte. Dieses Amt bekleidete er bis zum 1. Dezember 2011, als er von Robin Rand abgelöst wurde. Diese Luftflotte ist die Luftkomponente des United States Southern Commands und besteht unter anderem aus sieben regulären Geschwadern und 14 Reserve- bzw. Nationalgardengeschwadern. Nach dem Ende dieser Berufung schied er aus dem aktiven Militärdienst aus.
Während seiner aktiven Zeit als Militärpilot absolvierte er über 3400 Flugstunden auf verschiedenen Flugzeugtypen.
Nach seiner Pensionierung wurde Glenn Spears als Mitarbeiter der Spectrum Group Berater für Firmen die im Verteidigungssektor tätig sind.

## Daten der Beförderungen
| Abzeichen | Rang               | Jahr             |
| --------- | ------------------ | ---------------- |
|           | Second Lieutenant  | 31. Mai 1978     |
|           | First Lieutenant   | 31. Mai 1980     |
|           | Captain            | 31. Mai 1982     |
|           | Major              | 1. März 1987     |
|           | Lieutenant Colonel | 1. April 1992    |
|           | Colonel            | 1. Oktober 1996  |
|           | Brigadier General  | 1. Februar 2003  |
|           | Major General      | 1. März 2006     |
|           | Lieutenant General | 2. November 2007 |

## Orden und Auszeichnungen
Glenn Spears erhielt im Lauf seiner militärischen Laufbahn unter anderem folgende Auszeichnungen:
- Defense Distinguished Service Medal
- Air Force Distinguished Service Medal
- Legion of Merit
- Bronze Star Medal
- Defense Meritorious Service Medal
- Meritorious Service Medal
- Air Force Commendation Medal
- Kosovo Campaign Medal